# Шахтэн, Яков Маркович
Яков Маркович Шахтэн  (1896 — 1937) — военный прокурор, бригвоенюрист.

## Биография
Родился в еврейской семье, в Полоцке или Одессе. С 1935 по 1936 военный прокурор Особого корпуса ЖДВ РККА. В 1937 заместитель военного прокурора Киевского военного округа. 19 июля 1937 уволен приказом прокурора СССР, на следующий день ушёл в запас по статье 43-б приказом НКО СССР № 3442. 21 декабря 1937 приговорён к ВМН и в тот же день расстрелян. 